# Dimension prométhéenne de Frankenstein
Vous lisez un « bon article » labellisé en 2013.

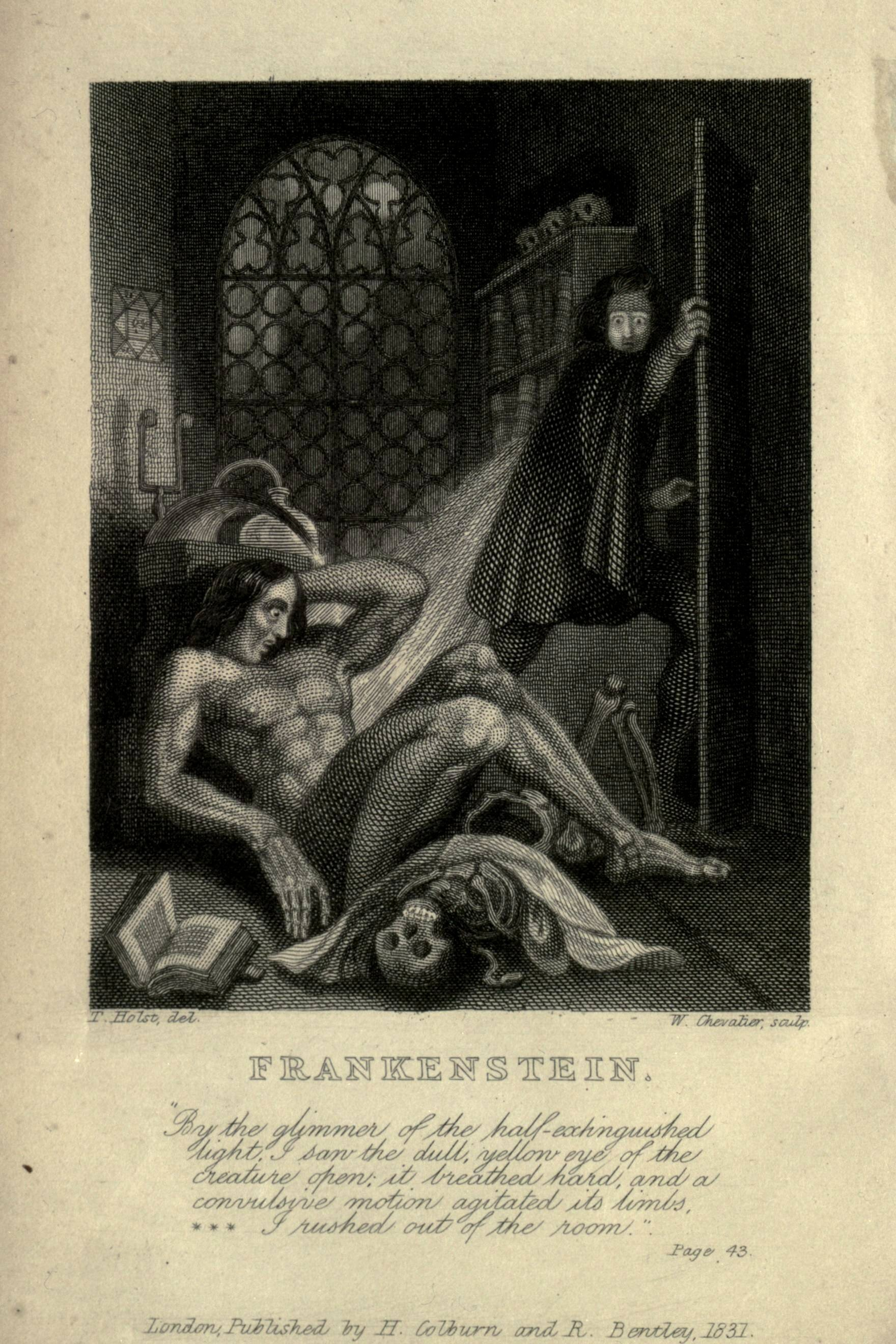
Frontispice de l'édition de 1831.

Mary Shelley appelle son roman, communément appelé Frankenstein, « Le Prométhée moderne » (Frankenstein or The Modern Prometheus).
Du fait qu’y est narrée la fabrication d'une sorte d'être humain, la référence au héros mythologique situe la dimension prométhéenne de défi aux dieux au cœur de l’œuvre et du processus évoqué.
De plus, l’adjectif « moderne » témoigne de la volonté d'adapter doublement le mythe ancien, au regard des nouveaux savoirs et aussi du récit chrétien dominant. Le défi aux dieux mythologiques devient donc ironiquement, même si la création au sens chrétien n'est pas fabrication mais s'opère ex nihilo, défi au Dieu créateur.
En effet, le titre de ce roman fait écho à l'appel du philosophe matérialiste français, La Mettrie (1709-1751), aspirant, en 1747, dans son Homme machine, à l'avènement d'un « Prométhée nouveau » qui mettrait en marche une machine humaine reconstituée,.
Mary Shelley n'invente donc pas l'expression, utilisée dès le début du XVIIIe siècle et, plus près d'elle, en sa fin, par Emmanuel Kant, et Frankenstein va bien au-delà du substrat technique, présentant, outre ses emprunts aux mythes, des aspects entre autres métaphysiques, esthétiques et éthiques.

## Les Mythes: emprunts et aménagements

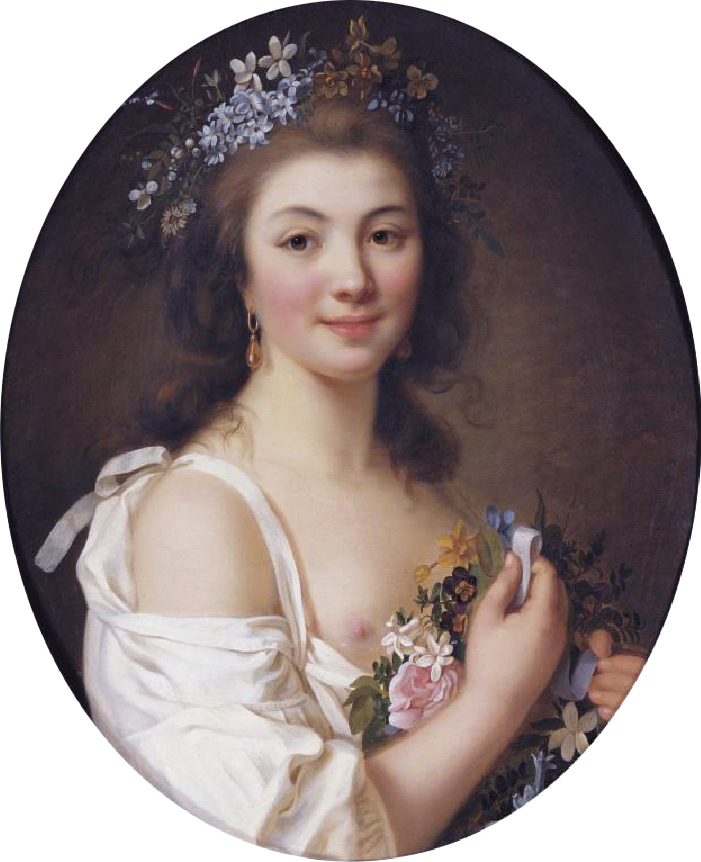
Félicité de Genlis par Lemoine.

Frankenstein ne rappelle pas seulement le mythe de Prométhée. Parce qu'il raconte l'histoire d'un homme cherchant à dépasser sa condition, il s'apparente d'abord à celui d'Icare, l'homme-oiseau détruit par l'ordre physique de l'univers. Il évoque aussi celui, plus récent puisqu'il date du XVIIIe siècle, de Faust, assoiffé de savoir au-delà des limites assignées à l'Homme, ne serait-ce que par le temps : Faust doit rendre des comptes à la date fixée, abandonnant son âme aux forces du mal. Mary Shelley se réfère à l'idée faustienne que le savoir intoxique l'âme et s'avère dangereux lorsqu'il devient excessif, devenant en soi « une morsure de serpent ». Le roman recèle également des relents de don juanisme : la quête du héros n'est jamais satisfaite et, telle la statue du commandeur, le monstre apparaît et précipite Frankenstein dans les entrailles d'un enfer psychologique, dont le feu est la « morsure » de la glaciation. Enfin, Frankenstein évoque Pygmalion, roi de Chypre et surtout sculpteur, amoureux de la statue de femme qu'il vient d'achever, une nouvelle Galatée de chair et de sang après qu'Aphrodite lui a insufflé la vie. Ce dernier mythe était connu de Mary Shelley qui l'avait lu d'abord et surtout dans les Nouveaux contes moraux et nouvelles historiques, publié par madame de Genlis en 1802,, puis dans la traduction de John Dryden, à nouveau publiée en 1810,, et qu'elle connaissait aussi grâce à l'œuvre de Rameau, Pigmalion (1748), dont des réductions pour piano-forte circulaient dans toute l'Europe.

### Le mythe grec de Prométhée

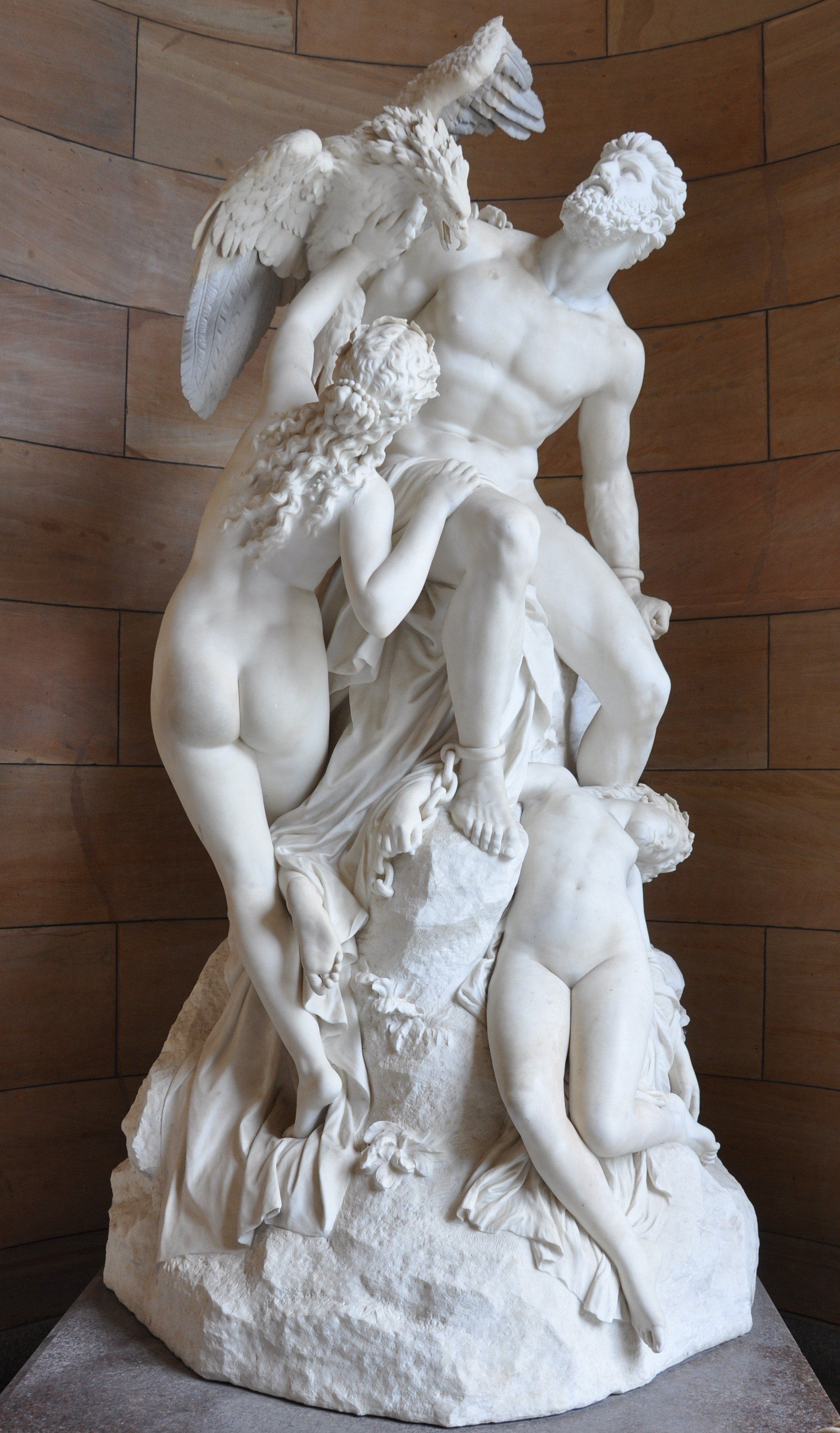
Prométhée par Eduard Müller (1828–1895).

Mary Shelley se réfère d'abord au mythe grec de Prométhée en lutte contre la toute-puissance de Zeus, dérobant le feu de l'Olympe et l'apportant aux hommes pour leur venir en aide et les sauver. Dans cette version du mythe, le Titan rebelle entend briser la destinée humaine en lui donnant l'élément premier de l'énergie, donc de la technique, de même que symbole du Savoir. C'est le Prométhée pyrophoros, c'est-à-dire porteur, transporteur et pourvoyeur du feu. Ce Prométhée, dont le nom signifie « Prévoyant », voit au-delà de la condition d'homme qu'il prend en amitié. En tant que Titan, il jouit de l'immortalité et sa punition, selon Eschyle, est d'être enchaîné au mont Caucase en Inde et d'être torturé par l'aigle qui, chaque jour, lui ronge le foie, lequel se régénère pendant la nuit. Byron lui aussi a écrit son Prométhée (Prometheus),, mais l'œuvre dont Mary Shelley a pu au moins connaître la gestation et la genèse, car il a été écrit après Frankenstein de 1818 à 1819, est le Prométhée délivré (Prometheus Unbound) de son amant, puis mari, Percy Bysshe Shelley, comportant quatre actes et représentant le Titan plus ou moins mâtiné du Lucifer du Paradis perdu (Paradise Lost) de Milton, un champion des vertus morales et humanitaires, franchement affranchi du joug de Jupiter et annonçant la libération de l'humanité.
Toutefois, à bien des égards, elle s'écarte de ce Prométhée délivré où se trouvent associées la libération du héros rebelle et la chute d'un dieu cruel, principe et symbole du mal. La catastrophe revêt une ampleur cosmique et toute l'espérance de l'âme moderne se porte vers l'avènement d'un nouvel univers. La croyance obstinée de Shelley, sa foi dans le triomphe ultime de l'amour et dans l'avenue de l'âge d'or, s'accomplit dans la victoire contre le Mal d'un héros dégagé de toute souillure et entièrement digne de représenter le Bien. Purifié par la souffrance, habité par l'humilité et la mansuétude, désavouant son antique orgueil et sa haine, il devient sur son rocher une figure du Christ en croix. Sa délivrance implique la chute de Jupiter, laquelle est justement la naissance de l'âge d'or.
Le seul point commun entre le Prometheus Unbound de Shelley et le Frankenstein de son épouse reste donc l'acte de transgression, bénéfique dans l'un, maléfique dans l'autre, responsable dans le premier, irresponsable dans le second.
Quelques éléments seulement dans Frankenstein rappellent cette première mouture du mythe. Tout d'abord l'ambition partagée par Walton, Frankenstein et même par le monstre lors de l'épisode central de la famille De Lacey, de venir en aide aux hommes. Walton espère découvrir un paradis caché au-delà des glaces polaires ; Frankenstein prétend vaincre la mort et aussi améliorer la race humaine ; le monstre pourvoit les De Lacey en bois combustible : c'est là, en miniature grotesque, car s'il possède la puissance du Titan, il n'en a pas la puissante beauté, une vignette reproduisant exactement le geste principal du mythe, celui de pourvoir l'homme en feu. Le deuxième élément, c'est justement le feu lui-même, dont la symbolique parcourt le roman : feu-énergie de la tempête terrassant le vieux chêne ; feu dérobé puis perdu, donnant chaleur, lumière, nourriture ; feu destructeur embrasant le cottage ; feu du bûcher ou de l'Enfer, ou encore purificateur qui, telle est la promesse du livre, consumera à jamais le monstre lui-même, morbide émanation de l'imagination pseudo-créatrice de Victor. Le troisième point est sans doute l'allégorie de la souffrance du Titan enchaîné : tel est le désespoir mortifère de Victor, muré dans son silence et sa douleur ; telle est aussi la solitude absolue du monstre rejeté par son créateur et le commun des hommes, privé de son complément féminin ; telle est enfin, quoiqu'à un moindre degré, l'inquiétude grandissante qui, peu à peu, sape et mine l'enthousiasme juvénile et d'abord conquérant de Robert Walton, aliéné de sa famille, de son équipage, du commerce des hommes.

### Le mythe latin de Prométhée

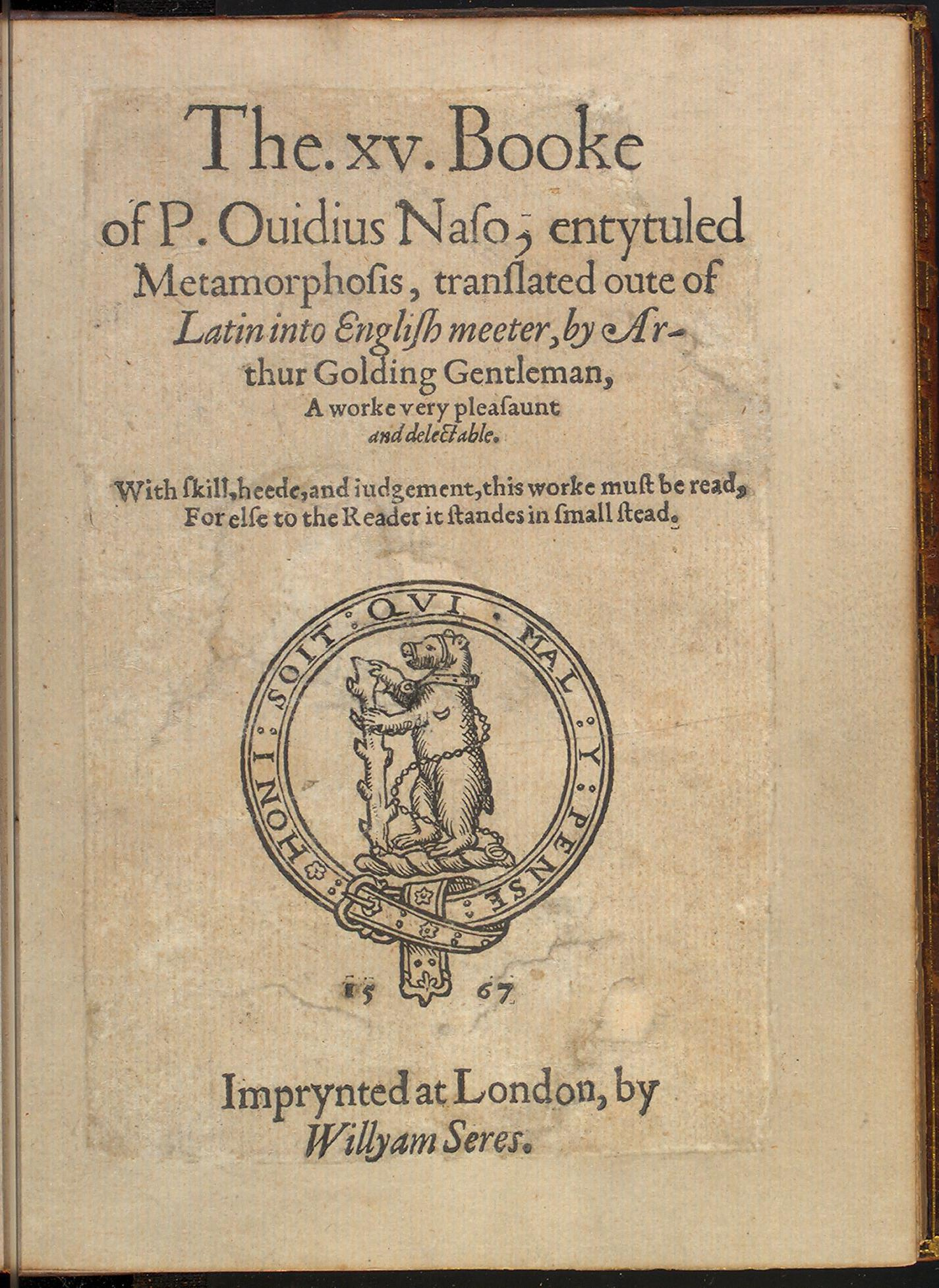
Métamorphoses d'Ovide, édition anglaise de 1567.

Mary Shelley emprunte ensuite au Prométhée des Métamorphoses d'Ovide dans lesquelles le Titan, plutôt que venir au secours des hommes, usurpe le pouvoir des dieux, puis fabrique l'homme et lui confère, par des manipulations d'« énergie éthérée », le plus mystérieux, le plus sacré des biens, la vie. C'est le Prométhée Pyrophoros et plasticator, c'est-à-dire voleur de feu, puis façonnant, modelant, l'artisan qui métamorphose l'argile en homme. Au-delà du sens premier du titre d'Ovide, car il y a plus qu'un « changement de formes » (Meta–morphoses : In noua fert animus mutatas dicere formas / Corpora), c'est là un acte de création, mais avec une technique, des matériaux, une énergie.
C'est dans ce Prométhée d'Ovide que Mary Shelley puise à la fois l'idée d'un humanoïde vivant et aussi celle de la méthode pour lui insuffler la vie. Ce qui était l'œuvre d'un Titan devient celle d'un mortel, mais que la science enivre au point qu'il n'est pas loin de croire à son immortalité. Comme le Titan, il utilise un savoir-faire, ici acquis par l'étude, en particulier des sciences dites naturelles, la physique et la chimie. Comme le Titan encore, il est saisi (numbed) d'un enthousiasme enfiévré lors de sa décision, de l'accomplissement de son œuvre, de l'acte technique final conférant l'étincelle de vie. L'« énergie de l'éther » a été remplacée, en une période de découvertes scientifiques, par ce que l'intuition de Victor a d'abord appelé « les particules du feu céleste », puis que son savoir lui a permis d'identifier comme étant « l'usage galvanisant de l'électricité »,. Il a réussi ce que les savants de l'époque espéraient réaliser un jour, en fait le vieux rêve insensé des alchimistes ; l'idée, l'imagination, l'enthousiasme, c'étaient d'abord Cornelius Agrippa et Paracelsus,, puis de façon plus rationnelle, le professeur Waldman, sans doute inspiré à Mary Shelley par Humphry Davy,, écrivant en 1816 : « la science lui a conféré [à l'homme] des pouvoirs qu'on pourrait presque dire créateurs […] pour interroger la nature […] en maître […], et en percer les plus profonds secrets » ; la fiction efface le « presque » de Humphry Davy et franchit le pas,,,.
Il existe donc une dimension très moderne dans l'utilisation par Mary Shelley de ce Prométhée métamorphoseur, créateur, artiste-artisan. Après tout, comme le Titan, Victor utilise l'argile (les vivants redevenus poussière) et la façonne en être vivant. L'être était retourné au néant, et ce néant, il le promeut à nouveau à l'être, et cela en un acte avant tout scientifique : l'imagination s'est alliée à l'expérimentation, s'est dotée de nouvelles techniques, le savant est le nouveau Prométhée, héros dominateur, maître du monde. À ce titre, Frankenstein, en effet, relève de questions toujours d'actualité : la science peut détruire l'homme, mais aussi le modifier, l'utiliser, le manipuler. Que ce Prométhée là pose le problème de son pouvoir implique de facto celui, aux côtés de la conscience cognitive, d'une nécessaire intervention de la conscience morale, afin que soient évitées, outre la « ruine de l'âme », celle de l'homme.

### Emprunts à John Milton et Samuel Taylor Coleridge

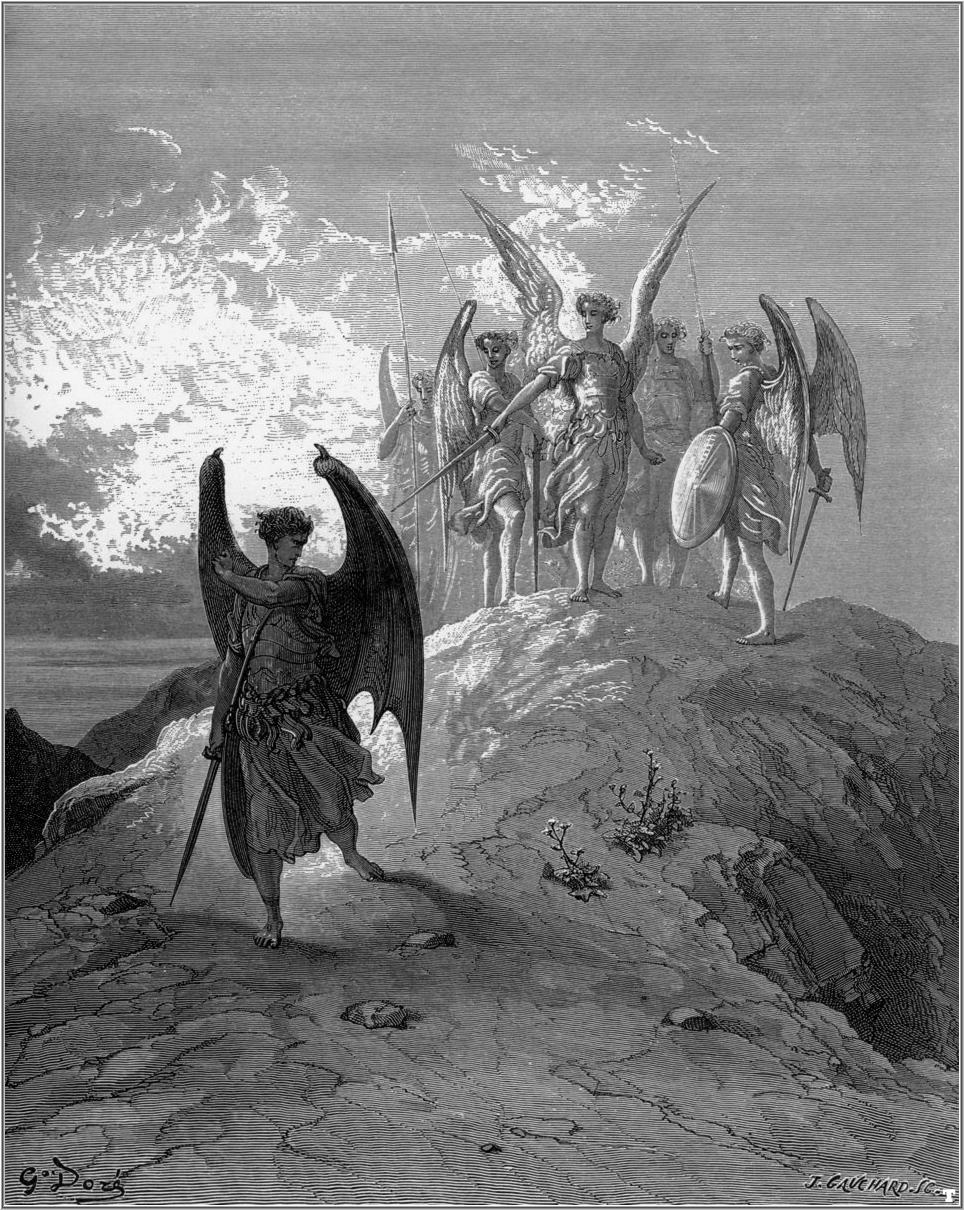
Satan expulsé des Cieux, par Gustave Doré.

S'ajoutent aux deux versions du mythe de Prométhée, des emprunts au Paradis perdu de Milton, dont mention est souvent faite dans le journal des Shelley, en particulier lors de la publication par William Godwin de son ouvrage sur les neveux du poète, et au poème de Coleridge, La Complainte du vieux marin.
Tel le Satan de Milton, le Prométhée moderne de Mary Shelley s'est rebellé contre l'ordre divin, soit contre Dieu lui-Même ; tel le Dieu de Milton, Victor abandonne sa créature ; tel Satan, Victor et sa créature expriment leur solitude et leur désespérance ; tel Satan aussi, le monstre souffre mais ne se soumet pas et décide in fine de choisir le Mal ; tel l'Adam de Milton enfin, il reproche à son créateur de l'avoir soustrait à la terre pour en faire une argile humaine (human clay),,.

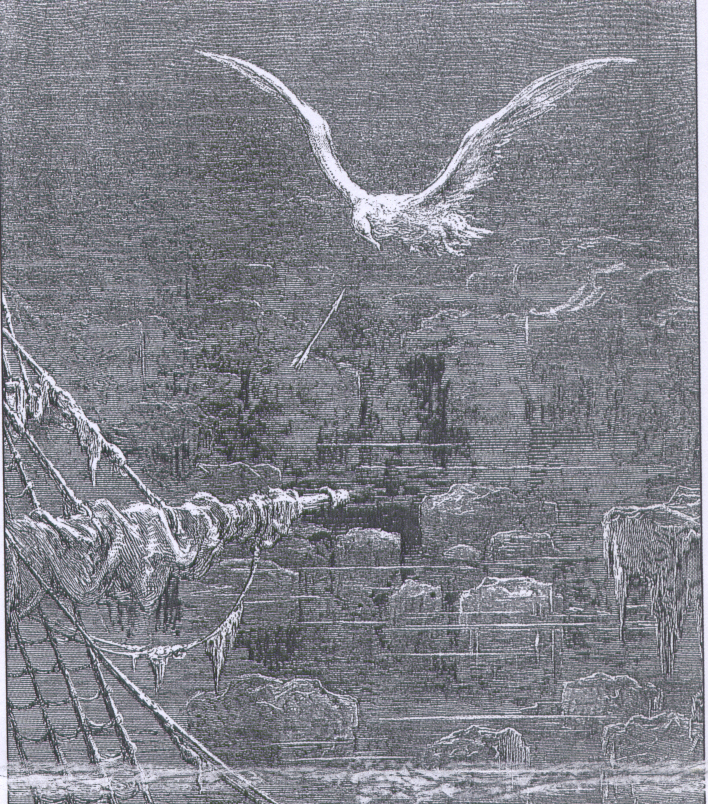
Illustration du poème de Coleridge par Gustave Doré.

Comme le marin de Coleridge, Victor a détruit l'ordre divin et est demeuré abandonné de Dieu, solitaire, privé de certitudes, sur des continents glacés à l'image de la glaciation dont souffre son âme. Cependant, il ne sera pas sauvé : l'exorcisme de son récit ne l'arrachera pas à la mort physique, dernier avatar de la mort de son être survenue dès lors qu'il donnait la vie au monstre ; il aurait ainsi placé sa propre vie dans un corps hideux, puisque, depuis l'application des « instruments de vie », il n'aura de cesse de dépérir avant de périr tout à fait. De même, et en cela semblable à son créateur, lui aussi abandonné de son dieu, le monstre se trouve isolé en un univers dont il perçoit l'harmonie sans pouvoir la partager. Il va donc mettre son corps à l'unisson de son âme et le confier aux cimes inaccessibles et aux déserts glacés répondant au froid de son cœur, y entraînant son poursuivant dont on ne sait plus s'il est chasseur ou gibier.

## Les aspects métaphysiques, esthétiques et éthiques

### La transgression

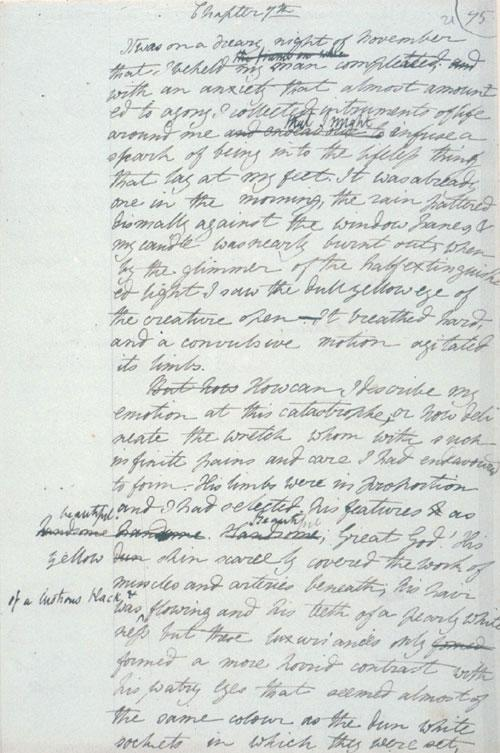
Manuscrit de Frankenstein.

L'acte de transgression existe, mais il n'est jamais qualifié comme tel. Le vocabulaire employé par Victor, qui n'est pas le porte-parole de Mary Shelley, construisant son récit en restructurant sa vie et en la mettant en perspective à la lumière de ce qu'il en a retenu, avec ses faiblesses, ses charges émotionnelles, sa pesanteur caractérielle, se borne à une sémantique de la recherche et de la découverte. Ainsi, il emploie probe into, penetrate, explore, discover, etc. (« sonder, pénétrer, explorer, découvrir ») pour décrire la dynamique de son action, et hidden recesses, deep secrets, unknown territories, further knowledge, etc. (« recoins cachés, sombres secrets, territoires inconnus, avancées du savoir ») pour délimiter le champ de son travail acharné. Très rarement, un verbe comme trespass (« enfreindre ») vient signaler que la démarche va au-delà d'une norme, quelle qu'elle soit.
Si jugement il y a de la part de l'auteur, il est dans le déroulement de l'action et la punition psychologique de Frankenstein, plutôt qu'explicitement exprimé par le ou les narrateurs successifs. Seul, le monstre est conduit, à l'instar de l'Adam de Milton, à déplorer l'avènement à une vie non souhaitée ; encore s'agit-il d'un malheur existentiel qu'il endure plutôt qu'un refus ontologique d'accession à l'être.
La transgression consiste en la fabrication d'un être, puis et surtout dans l'acte de lui donner la vie.

#### La fabrication
En soi, la fabrication est présentée comme fondée sur l'anormalité. Le corps du monstre est un amas de chairs mortes et de chairs animales. Certes, la mise en œuvre du processus répond à une possibilité évoquée par certains savants du XVIIIe siècle ; cependant, il y a une désacralisation de l'être humain, une corruption de son intégrité, une souillure de sa pureté, cela au regard d'une vision judéo-chrétienne de l'Homme. Mary Shelley ne s'y réfère pas explicitement, mais le contexte socio-culturel de l'action en présuppose l'existence, partie intégrante de la conscience collective. Un corps mort ne peut être ressuscité que par Celui qui l'a créé, et la chair animale n'est pas à l'image de Dieu. Au début du XIXe siècle, l'état de la science en rejetait la possibilité à l'horizon de l'inconcevable ; il s'agit donc d'un exemple extrême, sorte de symbole de la transgression.

#### Le don de vie

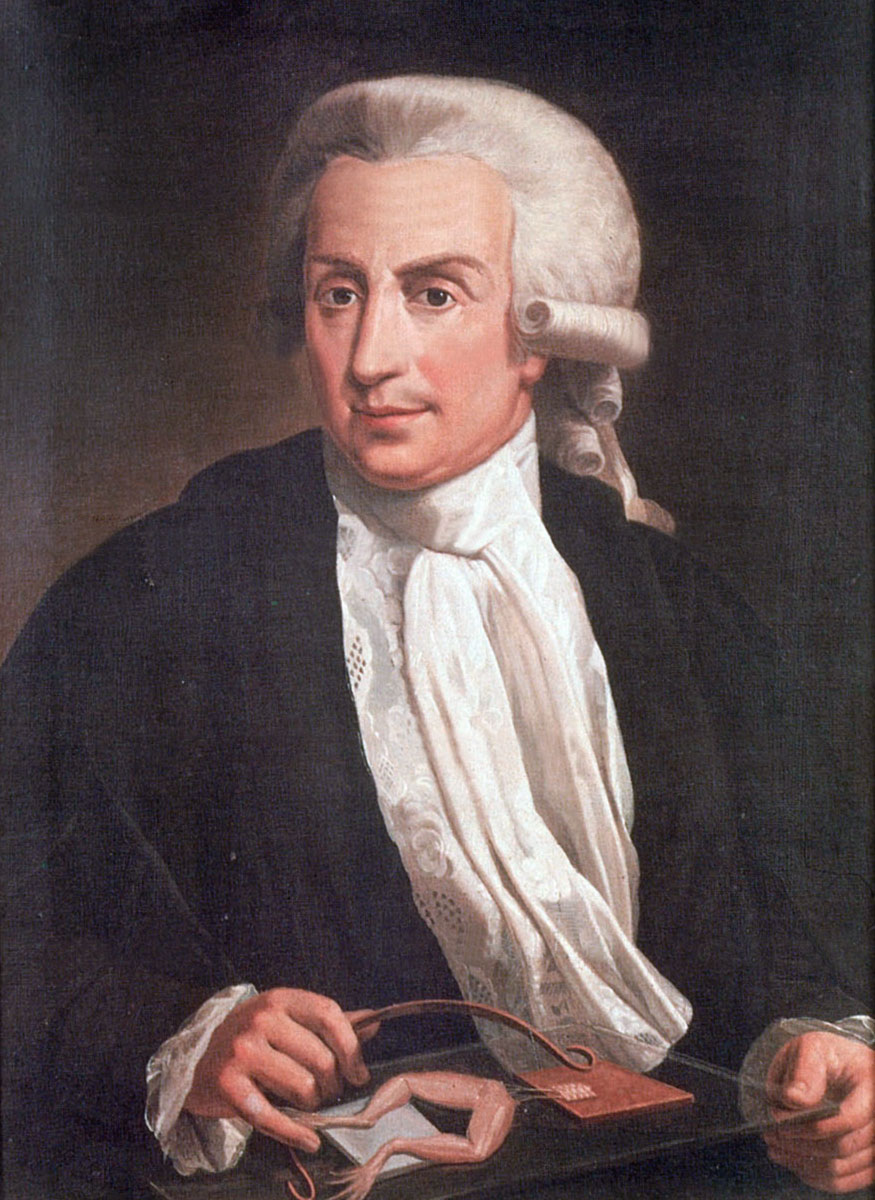
Portrait de Luigi Galvani (1737-1798), auteur inconnu.

Même obtenu par l'électricité galvanisante, ce don de vie semble se heurter à une impossibilité fondamentale, car il est alors question de passage du néant à l'être. D'autre part, le monstre ne reste pas à l'état végétatif, mais s'avère doué d'une conscience cognitive et morale en tous points égale à celle de l'homme. Au regard de l'espèce, hormis son aspect esthétique, il lui est même supérieur, puisqu'il le dépasse en force, mobilité, agilité. Sans donc préciser à qui et à quoi appartient le droit de conférer la vie, Mary Shelley laisse entendre qu'en tout état de cause, il n'appartient pas à l'homme autrement que par la transmission naturelle.
Si donc il y a transgression, se pose la question de savoir par rapport à quoi. Nulle part dans le roman n'est apportée de réponse précise à cette question. Seules les références inter-textuelles peuvent proposer des débuts d'hypothèses. En effet, dans la mesure où Frankenstein, par son titre, par ses citations déclarées ou noyées dans le texte, par ses allusions ou ses emprunts de vocabulaire, se réfère au mythe de Prométhée, puis au Paradise Lost, il est loisible de conclure que l'ordre qu'il présente est avant tout divin. L'acte de transgression apparaît donc comme une usurpation du sacré, province exclusive de la divinité. Cependant, dans les deux cas, le dieu présupposé est dominateur, jaloux de ses prérogatives, vengeur même, Zeus (ou Jupiter) olympien, peut-être le Dieu de l'Ancien Testament. La punition sera extrême, à l'image du crime ou du péché, destruction familiale, morale, physique.
Cependant, le constant rappel des textes poétiques majeurs des contemporains et amis de Mary Shelley, Wordsworth, Coleridge, et bien sûr Byron et Shelley, les allusions directes à des œuvres telles que Tintern Abbey, Childe Harold's Pilgrimage ou Mutability, qui reposent sur un substrat de panthéisme diffus, laisseraient à penser que l'ordre divin et l'ordre naturel se confondent. L'une des fonctions de la nature dans Frankenstein est de suggérer, ne serait-ce qu'au niveau sensoriel et perceptif, la présence d'une transcendance, harmonie dans la vallée du Rhin, grandeur souveraine au sommet des pics alpestres, infini et éternité sur les océans glacés.

### Le sublime
On en revient donc à la notion de sublime qui existe avant tout au sein de la nature. 

#### Le sublime d'après Burke

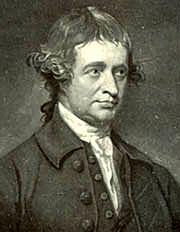
Edmund Burke.

Tel que l'explique Edmund Burke en 1757, il est fondé sur l'« étonnement » (astonishment), et à un degré moindre, sur l'admiration et le respect (reverence), toutes notions, en fait, sous-produits de la terreur (voir, selon Burke, les mots latins stupeo ou attonitus). Les ingrédients sont l'obscurité, la puissance (ce que Burke appelle power),.
Quelques citations de Burke aident à comprendre cet aspect :
« Whatever is fitted in any sort to excite the ideas of pain and danger, that is to say, whatever is in any sort terrible, or is conversant about terrible objects, or operates in a manner analogous to terror, is a source of the sublime », (« Tout ce qui, de quelque manière que ce soit, est propre à susciter les idées de souffrance et de danger, en d'autres termes, ce qui se rapporte aux choses terribles ou opère d'une façon assimilable à la terreur, est source de sublime ») .
« Whatever […] is terrible, with regard to sight, is sublime too ». (« Tout ce qui est terrible à la vue est également sublime »)
« Greatly night adds to our dread […] Almost all the heathen temples were dark […] The druids performed all the ceremonies in the bosom of the darkest woods {…} No person seems better to have understood the secret of heightening, or of setting terrible things, if I may use the expression, in their strongest light by the force of a judicious obscurity than Milton. » (« La nuit ajoute beaucoup à notre frayeur […] Presque tous les temples païens étaient plongés dans l'obscurité […] Les druides célébraient leur culte au sein des plus sombres forêts […] Personne ne semble avoir compris mieux que Milton la nécessité d'agrandir les choses terribles, de les placer dans leur jour le plus frappant, si l'expression est permise, par la force d'une judicieuse obscurité »)
« To make any thing very terrible, obscurity seems in general to be necessary. » (« Pour rendre une chose vraiment terrible, l'obscurité semble généralement nécessaire »).
« I know of nothing sublime which is not some modification of power » (« Je ne connais rien de sublime qui ne constitue pas quelque modification de la puissance »).
« […] strength, violence, pain and terror, are ideas that rush in upon the mind together » (« […] force, violence, souffrance et terreur sont des idées qui se bousculent ensemble dans l'esprit »).

#### L'usage du sublime par Mary Shelley

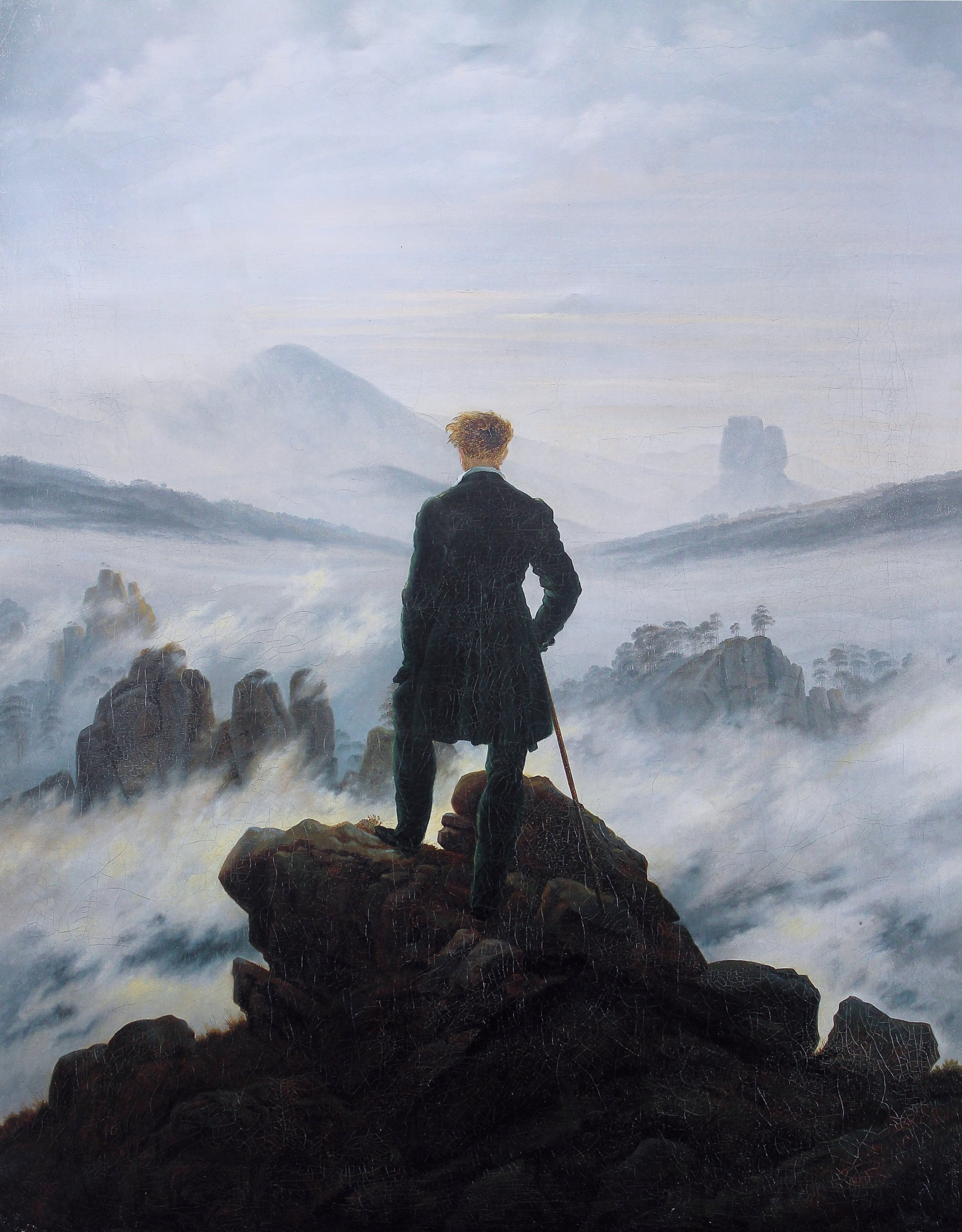
Le Voyageur contemplant une mer de nuages (1817) par Caspar David Friedrich.

Mary Shelley utilise les ingrédients analysés ou simplement répertoriés par Burke pour associer la transgression de Victor Frankenstein à la notion de sublime, soit pour lui faire décrire ses états d'âme, qu'ils soient habités par le tourment ou l'exaltation, soit pour créer l'illusion que les paysages imposent des notions de grandeur et d'inquiétude, d'élévation ou de malaise (abrupt des vallées, pénombre des forêts, etc.), soit tout simplement pour susciter une terreur gothique (ou, lors de la première partie, l'horreur) en son lecteur. Le monstre lui aussi relève du sublime, par sa conception (obscurité, isolement), sa stature (hors norme et effrayante), par les lieux qu'il choisit et impose à Victor (forêts, pics, vallées, abîmes, immensité désertiques, océans tumultueux ou figés), par l'indicible absolu de sa solitude, de l'extrême de ses sentiments, l'imprévisible de son caractère, par l'alliance passée avec les éléments (orages, glaciers, ténèbres, terre, eau, feu).
Car le sublime est également à l'intérieur des êtres. Tel un paysage naturel, le panorama de l'âme suscite étonnement, admiration, respect, ou alors, par opposition ou par défaut, sombre dans le ridicule (ludicrous, selon Burke). Très vite, le paysage intérieur devient nocturne, à la limite de la conscience, troubles ténébreux convulsifs et spasmodiques ; par un jeu de miroirs rappelant la structure emboîtée et réfléchissante, le monstre auquel Victor a pourtant donné la vie devient la projection même de son désir de mort. La transgression a été placée sous le signe de Thanatos : le monstre est le double négatif de son créateur, son Doppelgänger malfaisant qui exécute la sentence de mort inconsciemment prononcée par Victor sur sa famille, son ami, son épouse, qu'il croit adorer mais qu'il a ressentis comme castrateurs, étouffant d'amour, de protection, de confort moral, de certitudes sociales.
L'être déchiré de souffrance est aussi un être divisé, tour à tour et en même temps créateur et destructeur, pourvoyeur de vie et de mort, chasseur et gibier, bourreau et victime. Le monstre abject s'avère sublime, et le créateur qu'on croit sublime se révèle abject. Voilà qui conduit nécessairement à la fuite : fuite des personnages qui ne se retrouvent que pour mieux se perdre, fuite en avant de Victor, puis du monstre, poursuite de l'un par l'autre, puis de l'autre par l'un, quêtes aussi ardentes qu'elles sont insensées, celle de Walton, celle de Victor (« ardour that exceeded moderation », « une ardeur au-delà de la modération »), celle du monstre (« dream of bliss that cannot be realised », « un rêve de bonheur absolu inaccessible »), et qui conduit au néant. Walton ne parvient pas au continent du bonheur, Victor détruit ses êtres chers par procuration avant de s'anéantir lui-même, le monstre s'immole par le feu qui l'a promu à l'être. La quête n'est restée que quête, stérile et glacée ; les fruits n'ont pas « tenu la promesse des fleurs »,.

### La morale
Quelle morale contient donc Frankenstein ? Pour ne point commettre de contresens sur le texte, il convient de revenir à la structure narrative. 

#### Un jeu de cache-cache ironique
Le récit n'est jamais confié à un narrateur hétérodiégétique, bien au contraire. Les couches successives de narration à la première personne se superposent par les échos laissés chez les différents auditeurs et chez le lecteur. Aucun des trois narrateurs n'est le porte-parole de Mary Shelley, du moins sans réserve. Elle confie à chacun des paroles, donc des traits de caractère, des principes, des actions, des sentiments et des émotions qu'elle semble approuver, et d'autres qu'elle récuse. Le bon et le moins bon, le mal et le moins mal se mêlent à des degrés divers, et l'auteur utilise une palette de procédés, d'ailleurs assez peu étendue et plutôt stéréotypée, pour laisser transparaître son degré de sympathie, d'aversion, de mépris amusé. Elle se rapproche parfois des narrateurs, qui ne sont jamais des protagonistes à l'état brut, puisque toutes les actions appartiennent au passé et se trouvent filtrées par un réseau de consciences successives, pour s'en éloigner aussitôt en un jeu de cache-cache constant, oscillant au gré de son ironie.
Voilà qui explique pourquoi elle paraît parfois aller dans le sens de l'enthousiasme romantique de Walton, voire de Frankenstein, et, en d'autres passages, s'en détacher complètement. En tout état de cause, il ne faut jamais prendre les discours enflammés ou atterrés de Frankenstein pour argent comptant et comme reflétant les convictions de Mary Shelley.

#### Une oscillation paroxystique

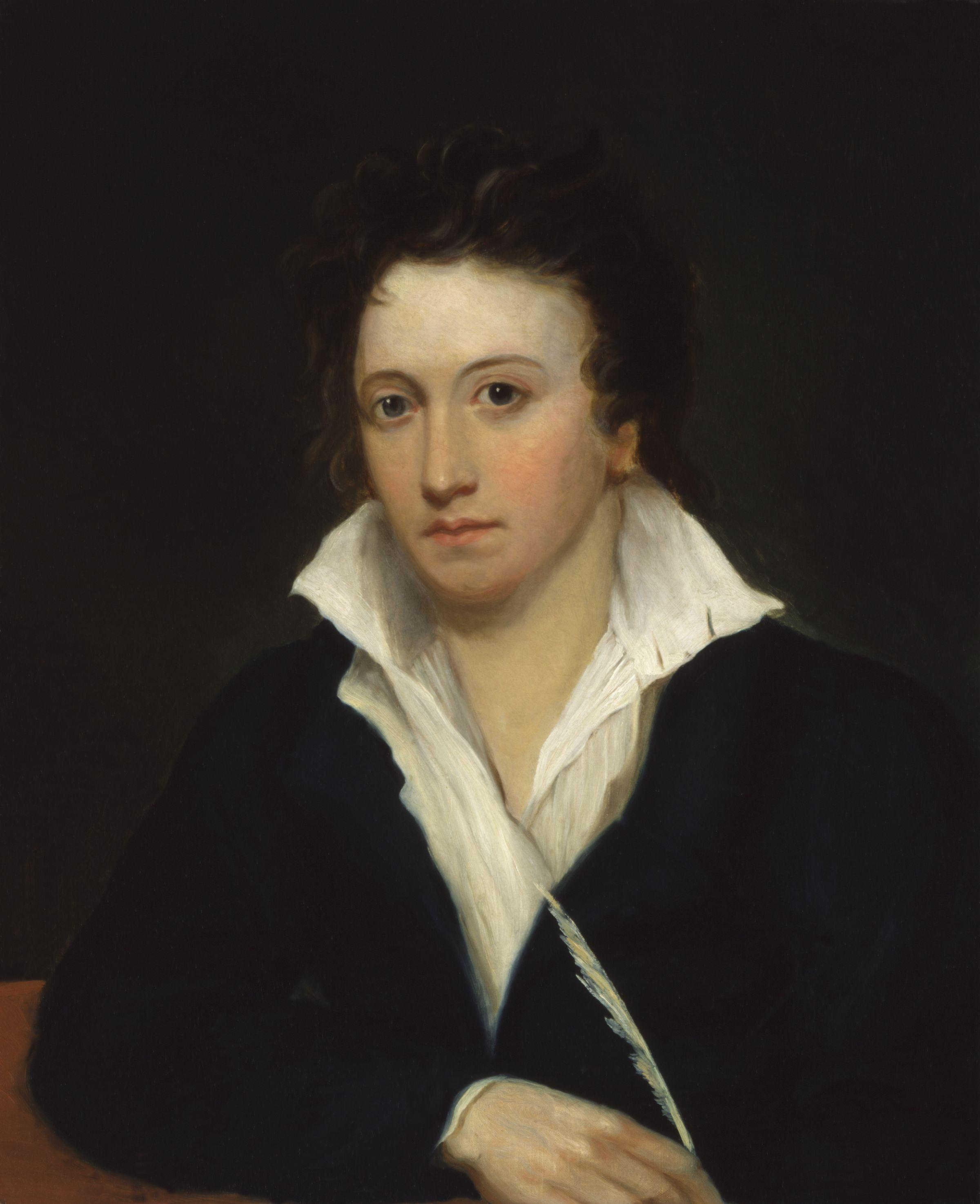
Percy Bysshe Shelley, par Alfred Clint, d'après Amelia Curran.

D'autant moins, d'ailleurs, que l'oscillation entre l'euphorie et la prostration se trouve, chez ce personnage, poussée à son paroxysme. Certes, il y a là une sorte de représentation accusée du héros romantique, mais par la répétition des accès et des crises, se dessine peu à peu le portrait d'un personnage que la psychiatrie appellerait bipolaire, assez peu à l'image de sa créatrice. En effet, pour autant qu'on le sache et malgré l'effervescence tumultueuse de son ménage, Mary a cultivé le souvenir de son mari et s'est préoccupée de son œuvre, mais en gommant une bonne part de son radicalisme, et elle a toujours cherché à établir un compromis entre sa fidélité et sa condition de femme, issue d'une famille célèbre, veuve d'un poète de génie, évoluant dans un milieu anticonformiste, mais femme tout de même en une société peu encline à accepter les éclats féministes.
C'est ainsi que le lecteur pourrait se laisser prendre aux déclarations contradictoires de Victor Frankenstein et y trouver une ambiguïté vacillante des conceptions éthiques de Mary Shelley. Il est en effet facile d'opposer ses actes de contrition si complaisamment étalés au début de son récit, et, par exemple, le discours héroïco-comique enflammé qu'il adresse aux marins de Walton où il leur enjoint la fermeté d'un grand dessein et le devoir d'héroïsme. Il s'agirait là d'une lecture superficielle : cette exhortation est truffée de clins d'œil ironiques à William Shakespeare, rappels entre autres du discours à ses soldats du jeune Henry V, St Crispin's Day, avec, de surcroît, une citation déguisée, tirée de La Tempête, dans la phrase « This is not made of such stuff as your hearts may be » (« Voilà qui n'est pas de la matière dont sont faits vos cœurs »), parodiant les vers « We are such stuff / As dreams are made on, and our little life. Is rounded with a sleep », prononcés par Prospero. Ensuite, elle est encadrée par des crises d'abattement profond (sunk in languor) ; seul, Walton, subjugué par le personnage, tombe sous le charme : « a voice so modulated » (« la voix si modulée »), « an eye so full of lofty design and heroism » (« le regard si empreint d'élévation et d'héroïsme »).

#### Une réponse dans l'action

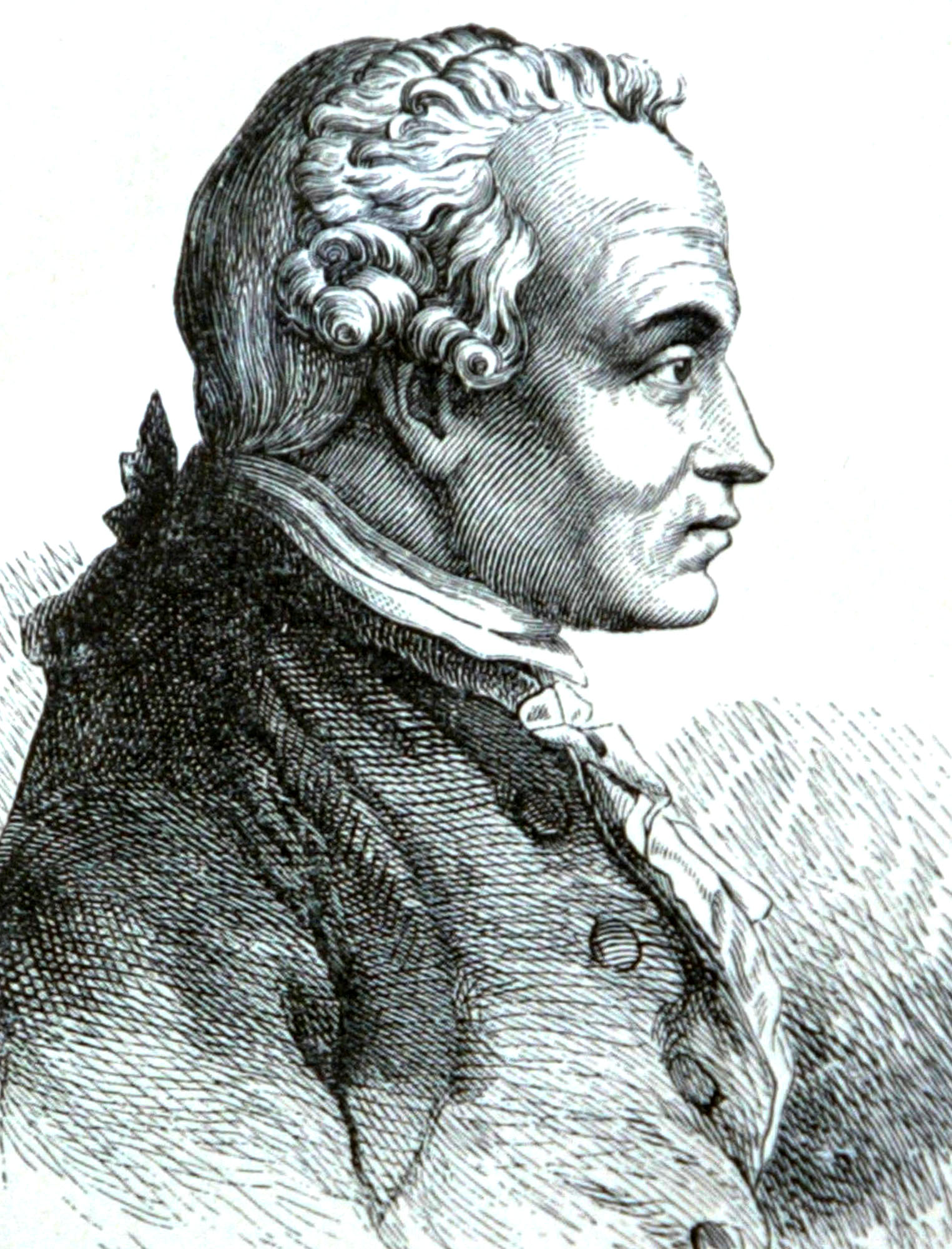
Emmanuel Kant.

C'est donc dans le déroulement même de l'action qu'il faut chercher la réponse de Mary Shelley à la transgression de Frankenstein. Or, l'histoire est ainsi faite qu'il est soumis à une punition inexorable : Frankenstein, c'est, entre autres, une affaire de crime et de châtiment, destruction systématique de son tissu familial relationnel, moral, désintégration de son être par l'isolement, la culpabilité, la torture intérieure et, in fine, extinction de la vie. Ainsi, prétendre que l'entreprise elle-même n'est pas condamnable relève du sophisme : les conséquences tragiques d'ordre personnel, le bouleversement des institutions, le fonctionnement absurde de la justice, qui condamne sur les apparences résultent de prémisses viciées. La quête était maléfique et le Graal une coupe empoisonnée.
Dans la mesure où l'instance morale supérieure ne saurait être identifiée, puisque, à bien des égards, le monde de Frankenstein est un monde sans Dieu, il convient d'utiliser le vocabulaire de la Critique de la raison pratique de Kant, connue et appréciée de Coleridge, publiée en 1787, et de simplement évoquer la présence d'un impératif catégorique. Ici, la loi morale existe, mais sans qu'on en connaisse l'origine, s'imposant plutôt qu'imposée, et sûrement pas révélée ; elle est : dans son rêve d'adolescent inspiré mais irresponsable, Victor l'a consciemment écartée et, du coup, c'est la paix, le bonheur et la vie même qui se sont écartés de lui. La nature est fragile, semble dire Mary Shelley, elle ne se laisse par profaner impunément : comme l'écrivait Wordsworth à la fin de Nutting : « […] with gentle hand, touch/ For there is a spirit in the wood »  (« […] pose là une main délicate / Car il y a un esprit dans le bois »).

## Un crime ontologique
La dimension prométhéenne de Frankenstein couvre presque tous les aspects du texte, qu'ils soient d'ordre purement littéraire, philosophiques ou moraux. La singularité psychologique des personnages, celle de Victor surtout, existe, mais est loin d'être fondamentale. En effet, le sous-titre même du roman place d'emblée Frankenstein hors normes humaines. Quelles que soient ses affinités avec le héros romantique dont la silhouette émerge dès la fin du XVIIIe siècle et trouve sa plénitude dans les premières décennies du XIXe siècle, il appartient, dans sa conception et dans la projection représentée de cette conception, au mythe et à l'imaginaire. D'autre part, non plus que les autres personnages, n'est-il réduit à une seule constante, devenant très vite ce que E. M. Forster a appelé a round character, un personnage « rond », plein, avec de la substance.
Ses antécédents sont légendes, doctrines et œuvres littéraires.
Il convient donc de souligner l'intuition prophétique de Mary Shelley qui, en s'insérant dans une tradition gothique presque sur le déclin, renouvelle le genre, mais surtout l'oblige à poser l'un des problèmes majeurs de l'humanité, celui de ses propres limites. La technologie évoluant toujours beaucoup plus vite que la morale, le devoir de la communauté humaine, montre-t-elle, est de définir et de fixer les méthodes et les contraintes nécessaires pour que les bornes du possible restent infranchies. En fait, la transgression de Victor était un crime contre l'humanité et, au-delà, contre l'Être : c'était un crime ontologique.
Le lecteur moderne, comme le contemporain de Mary Shelley, ne peut que faire sienne l'opinion exprimée par Percy Bysshe Shelley à propos du livre de son épouse :
| « We debate with ourselves in wonder, as we read it, what could have been the series of thoughts -- what could have been the peculiar experiences that awakened them -- which conduced, in the author's mind, to the astonishing combinations of motives and incidents, and the startling catastrophe, which comprise this tale . . . The elementary feelings of a human mind are exposed to view, and those who are accustomed to reason deeply on their origin and tendency will, perhaps, be the only persons who can sympathize, to the full extent, in the interest of the actions which are their result. » | « À la lecture, nous nous demandons avec émerveillement quelle a pu être la séquence des idées, les expériences particulières les ayant suscitées, ayant conduit dans l'esprit de l'auteur à cet étonnant assemblage de motifs et d'incidents, et à l'extraordinaire catastrophe que présente ce récit […] Les composants élémentaires de l'esprit humain y sont mis à nu, et quiconque s'interroge en profondeur sur leur origine et leur portée, sera sans doute le seul à pénétrer au cœur des actions qui en résultent. » |